# 沃尔特·E·威廉姆斯
沃尔特·爱德华·威廉姆斯（英語：Walter Edward Williams，1936年3月31日—2020年12月1日），美国经济学家、评论家和学者。他是乔治梅森大学的杰出经济学教授，也是一位专栏作家，以其古典自由主义和自由意志主义观点而闻名。他的作品经常出现在Townhall、WND和犹太世界评论上。

## 早期生活和教育
威廉姆斯于1936年3月31日出生在费城。童年时，他的家庭只有母亲、姐姐和他本人，至于他的父亲则没有尽到任何抚养义务。威廉姆斯一家最初住在费城西部，在威廉姆斯十岁的时候搬到了北费城的一个公屋。比尔·考斯比是他的邻居。威廉姆斯认识考斯比小时候提到的许多人物，包括古怪的哈罗德和肥胖的艾伯特。
从本杰明·富兰克林高中毕业后，威廉去了加利福尼亚和他父亲住在一起，并在洛杉矶城市学院上了一个学期的课。后来他回到费城，为黄色出租车公司驾驶出租车。1959年，他应征入伍，成为美国陆军的一名二等兵。当他驻扎在南方时，他“从军队内部发动了一场对抗吉姆·克劳法的战斗”。他对战友发表挑衅性言论，挑战种族秩序。这导致一名监督官员对威廉姆斯提起了军事法庭诉讼。威廉姆斯为自己的案子辩护，最终被判无罪。在考虑对将他送上军事法庭的军官提出反诉时，威廉姆斯发现自己被转移到了韩国。到达那里后，威廉姆斯在他的人事表上把“白种人”标记为种族。当被问到这个问题时，威廉姆斯挖苦地回答说，如果他被打上“黑”，他最终会得到所有最差的工作。威廉姆斯在韩国给约翰·肯尼迪总统写了一封信，谴责美国政府和军队中普遍存在的种族主义，并对美国黑人在当前形势下应该采取的行动提出质疑。他写道:
黑人应该被免除他们的服役义务，还是继续为自由和平等的空洞承诺而捍卫和牺牲?或者我们应该像开国元勋那样冒着被称为极端分子的风险要求人权……我主张，我们以符合我们国家伟大遗产的方式来解除自己的压迫。
他收到了国防部副助理部长阿尔弗雷德·B·菲特的回复，他称这是“我从任何官员那里收到的最合理的回复”。
从1963年到1967年，威廉姆斯在洛杉矶县缓刑部门担任青少年小组主管。威廉姆斯还继续接受教育，1965年在洛杉矶的加州州立大学(现在的加州州立大学洛杉矶分校，或简称加州州立大学洛杉矶分校)获得经济学学士学位。他在加州大学洛杉矶分校(UCLA)获得经济学硕士(1967年)和博士(1972年)学位。威廉姆斯的博士论文题目是《低收入市场》。
谈到自己早期的大学生活，威廉姆斯说:“我绝对是一个激进分子。他比马丁·路德·金更同情马尔科姆·X，因为马尔科姆·X更激进，愿意以我认为应该面对的方式面对歧视，包括使用暴力。但我真的只想一个人呆着。我认为一些法律，比如最低工资法，帮助了穷人和贫穷的黑人，保护工人不受剥削。我认为这是件好事，直到教授们逼我去看证据。”在加州大学洛杉矶分校期间，威廉姆斯接触了一些经济学家，如阿门·阿尔奇安、詹姆斯·M·布坎南和阿克塞尔·雷琼胡夫弗德，他们对他的假设提出了质疑。
1969年，当威廉姆斯还在加州大学洛杉矶分校时，托马斯·索维尔以客座教授的身份到校任教。尽管他从未上过索维尔博士的课，但两人相遇并开始了一段持续了几十年的友谊。1972年夏天，索维尔被聘为城市学院少数民族项目的主任，威廉姆斯也在不久后加入了这个项目。索维尔和威廉姆斯的书信出现在2007年索维尔的作品《一个文人》中。

## 学术生涯
在攻读博士学位期间，威廉姆斯于1967年至1969年在洛杉矶城市学院担任经济学讲师，1967年至1971年在加州州立大学洛杉矶分校担任经济学讲师。
回到家乡费城后，威廉姆斯从1973年到1980年在天普大学担任经济学教授。在1975-76学年，威廉姆斯是斯坦福大学胡佛研究所的访问学者。1980年，威廉姆斯在位于弗吉尼亚州费尔法克斯的乔治梅森大学担任经济学教授;威廉姆斯开始为遗产特色辛迪加撰写一个名为《少数派观点》(的辛迪加专栏，该专栏于1991年与创作者辛迪加合并。1995年至2001年，威廉姆斯担任乔治梅森大学经济学系主任。威廉姆斯在乔治梅森大学教授的课程包括为本科生开设的“中级微观经济学”和为研究生开设的“微观经济学第一理论”。他继续在乔治梅森大学教书，直到2020年去世。 
从1971年开始，威廉姆斯撰写了数百篇研究文章、书评和学术期刊评论，包括《美国经济评论》、《政策评论》、《劳动研究期刊》以及《美国观察家》、《新闻周刊》、《理性》和《华尔街日报》等流行期刊。
威廉姆斯被旧金山大学授予荣誉学位。他曾担任顾问委员会成员，包括美国国家科学基金会经济研究审查委员会、理性基金会、国家税务限制委员会和胡佛研究所。
从1982年开始，威廉姆斯写了十本书，第一本书是《国家反对黑人和美国:少数人的观点》。1985年，他为美国公共广播公司撰写并主持纪录片。这部“善意”纪录片是根据他的著作《国家反对黑人》改编的。

## 经济和政治观点
作为一名经济学家，威廉姆斯是自由市场经济的支持者，反对政府干预的社会主义制度。威廉姆斯认为，自由放任的资本主义是人类所设计出的最道德、最有生产力的制度。
在20世纪70年代中后期，威廉姆斯对1931年的《戴维斯-培根法案》以及最低工资法对少数族裔就业的影响进行了研究。他的研究使他得出结论，政府的干预计划是有害的。威廉姆斯批评的州计划包括最低工资法和平权行动法，他说这两种做法抑制了自由，不利于他们想要帮助的黑人。他在1982年出版的《国家反对黑人》一书中发表了他的研究结果。他在书中指出，对黑人经济发展来说，调节经济活动的法律比种族偏见和歧视的危害要大得多。随后，威廉姆斯就这个话题发表了一些文章，详细阐述了他的观点，即提高最低工资价格会使低技能工人失去就业机会。威廉姆斯认为，种族主义和奴隶制在美国的遗留问题被过分强调了今天的黑人社区所面临的问题。他指出，福利国家的破坏性影响和黑人家庭的解体是更为紧迫的问题。“福利国家对美国黑人做了奴隶制做不到的事情，那就是摧毁了黑人家庭。”尽管威廉姆斯支持平等进入政府机构，如法院、市政厅和图书馆，但他反对针对私营部门的反歧视法，理由是这些法律侵犯了人民的结社自由权利。
威廉姆斯认为枪支管理法是政府对个人权利的侵犯，并认为这些法律最终危及了无辜的人，同时也未能减少犯罪。威廉姆斯还提出，一个人是否拥有某物的真正证据是他们是否有权出售它。最后，他支持将出售自己身体器官合法化。他认为政府禁止出售人体器官是对人的财产权的侵犯。
威廉姆斯赞扬了湯瑪斯·迪洛倫佐的观点，并为迪洛倫佐反亚伯拉罕·林肯的书写了序言。威廉姆斯坚持认为，如果各州愿意，它们有权脱离联邦，就像南方联盟在内战期间试图做的那样，他断言，联邦在内战中的胜利允许联邦政府“肆意践踏各州的权利，以至于第九修正案和第十修正案的保护在今天几乎毫无意义。”
在他看来，不恰当的种族敏感性伤害了黑人在高等教育中的地位，为此，威廉姆斯在20世纪70年代开始向他的同事们提供一份“赦免证”，以赦免西方文明对黑人犯下的罪行，并“以此迫使他们在与非裔美国人的关系上不要表现得像个傻瓜一样”。他仍然把它提供给任何人。证书可以在他的网站上获得。
威廉姆斯反对联邦储备系统，认为中央银行是危险的。
在他的自传中，威廉姆斯声称受到了弗雷德里克·巴斯夏，路德维希·冯·米塞斯，哈耶克和米尔顿·弗里德曼的影响，使他成为一个自由主义者。威廉姆斯称赞艾茵·兰德1967年的著作《资本主义:未知的理想》是“人们可能会读到的对资本主义最好的辩护和解释之一”。
除了他的每周专栏外，威廉姆斯还在拉什·林博外出旅行时担任他的广播节目的客座主持人。《理性》称威廉姆斯是“美国最重要的自由主义声音之一”。2009年，路德维希·冯·米塞斯研究所的作家格雷格·兰塞姆将威廉姆斯列为美国第三位最重要的“哈耶克式”公共知识分子，仅次于托马斯·索维尔和约翰·斯托塞尔。

## 个人生活
威廉姆斯自1973年起就住在宾夕法尼亚州的德文郡。 1960年，他与康妮·泰勒结婚，直到她于2007年12月29日去世，他们有一个女儿。 当他开始在乔治梅森大学教书时，他在弗吉尼亚州的费尔法克斯租了一间便宜的旅馆房间，按照教学日程从周二一直住到周四。威廉姆斯是前NBA球员朱利叶斯·欧文的表兄。
廉姆斯从2001年到2011年从董事会退休，一直担任传媒总监。他还是审计委员会的主席。
威廉姆斯于2020年12月1日去世，享年84岁，当时他刚刚在乔治梅森大学上完一节课。他的女儿说，他患有慢性阻塞性肺病和高血压。

## 外部連結
维基共享资源上的相關多媒體資源：沃尔特·E·威廉姆斯